# Emma Hazy Minami
Emma Hazy Minami（エマ・ヘイジー・ミナミ）は、動画共有サイトYouTubeを中心に活動するバーチャルYouTuber。

## 概要
主に歌動画を投稿している「バーチャルシンガー（Virtual Singer）」。仮想世界の片隅にあるバーチャル・ミナミのCLUBに出没するミステリアスな女性歌手という設定で、「バーチャルクラブシンガー（Virtual club singer）」と自称している。ABCテレビとFicty共催のVTuberアクターオーディション「Ficty Virtual YouTuber Audition in Kansai supported by ABC」にて選考され、キャラクターデザインはイラストレーターのショゴショゴが手掛けた。自身のYoutubeチャンネルにて、毎週火曜日の21時より「エマズバー」と称した、生歌生演奏での生配信を行っている。エマズバーでの曲目については後述。

## 来歴
2018年
- 9月10日、YouTubeにチャンネルを開設。
- 9月11日、Ficty株式会社は、朝日放送テレビ株式会社の協力のもと、関西を拠点に活動するバーチャルYouTuberのアクターオーディション「Ficty Virtual YouTuber Audition in Kansai supported by ABC」を開催。審査員としてピーナッツくん、甲賀流忍者!ぽんぽこが参加。
- 11月15日、初動画「HAZY」を公開。
- 12月1日、オーディション合格者がバーチャルシンガー「Emma Hazy Minami」としてデビュー。

2019年
- 4月27日、4月28日に開催された「MUSIC BUSKER IN UMEKITA」にて、ストリートライブを開催。バーチャルシンガーとしては史上初。
- 4月28日、ドラマ『神ちゅーんず 〜鳴らせ!DTM女子〜』（朝日放送テレビ）の劇中歌として、私立恵比寿中学が歌う「あなたのダンスで騒がしい」を自身初のミュージックビデオとしてカバーする。
- 6月11日、ABCラジオで自身初の冠レギュラー番組『EMMA presents Midnight Pretenders』を担当することを発表。番組は7月6日深夜スタート（毎週土曜 深夜27:00～27:30）。共演者は『ミュージック・マガジン』（ミュージックマガジン）編集部の村田健人。
- 7月6日、ABCラジオでシティポップ専門ラジオ番組『EMMA presents Midnight Pretenders』を放送開始。
- 7月13日、ABCラジオの番組『てれびのミカタ ラジオのラララ』に出演。NON STYLEの石田明からキャッチフレーズ「月明かりのワンクリック歌姫」と命名される。
- 7月23日、YouTubeチャンネル登録者1万人突破。これを記念して新ビジュアルを公開。
- 9月9日、初のオリジナル楽曲『haze』を各種音楽配信サイトにてリリース。
- 9月16日、レコチョクが運営するアーティストとファンをつなぐ共創・体験型プラットフォーム「WIZY（ウィジー）」にて、【EMMA HAZY MINAMI 初のCD/レコードを制作したい！】プロジェクトを開始。
- 9月22日、幕張メッセで行われたイベント「DIVE XR FESTIVAL」に出演。
- 10月16日、自身初のカバーアルバム『EMMA HAZY MINAMI Cover Selection1 -Midnight Lady-』をリリース。カバー楽曲「Plastic Love」のMVはモデル・女優のトリンドル玲奈が主演。
- 11月22日、「Billboard cafe & dining」でデビュー1周年記念ライブ「EMMA's BAR in TOKYO@Billboard cafe & dining」を開催。
- 12月18日、大阪のクリエイター集団USAGI Productionが各種配信サービスにてデジタルリリースしたVTuberオリジナル楽曲CDアルバム「VirtuaREAL.01」に『Break The Distance (feat. EMMA HAZY MINAMI)』で参加。
- 12月24日、カバー曲『クリスマス・イブ』『ハピネス』を各種音楽配信サイトにてリリース。
- 12月28日、ABCラジオでのレギュラー番組『EMMA presents Midnight Pretenders』放送終了。

2020年
- 1月11日、2nd Single『metro』を各種音楽配信サイトにてリリース。
- 2月12日、ボカロカバーアルバム『-Vocaloid Cover Selection- #373_1』＆『-Vocaloid Cover Selection- #373_2』を同時配信。
- 2月25日、無期限の活動休止を発表。

## エマズバーの曲目
生歌生演奏で行われたエマズバーでの曲目は以下である。
| 配信回 (括弧内は配信日)     | 1曲目                                                | 2曲目                                 | 3曲目                                   | 4曲目                             |
| --------------------------- | ---------------------------------------------------- | ------------------------------------- | --------------------------------------- | --------------------------------- |
| EMMA’s BAR #01 (2019-04-23) | オリビアを聴きながら (杏里)                          | 真夜中のドア～Stay With Me (松原みき) | September (Earth, Wind & Fire)          | 悲しい色やね (上田正樹)           |
| EMMA’s BAR #02 (2019-05-07) | 歌うたいのバラッド (斉藤和義)                        | 真夜中のジョーク (間宮貴子)           | 渡良瀬橋 (森高千里)                     |                                   |
| EMMA’s BAR #03 (2019-05-14) | くちばしにチェリー (EGO-WRAPPIN')                    | Midnight Pretenders (亜蘭知子)        | Just the two of us (Grover Washington)  |                                   |
| EMMA’s BAR #04 (2019-05-21) | 真夜中は純潔 (椎名林檎)                              | Summer Connection (大貫妙子)          | Fly me to the moon (ケイ・バラード)     |                                   |
| EMMA’s BAR #05 (2019-05-28) | Human Nature (Michael Jackson)                       | テレフォン・ナンバー (大橋純子)       | Missing (久保田利伸)                    |                                   |
| EMMA’s BAR #06 (2019-06-04) | She (Elivs Costello)                                 | Down Town (シュガー・ベイブ・EPO)     | 海の幽霊 (米津玄師)                     |                                   |
| EMMA’s BAR #07 (2019-06-11) | Over the Rainbow (ジュディ・ガーランド)              | 雨音はショパンの調べ (小林麻美)       | 朝がまた来る (DREAMS COME TRUE)         |                                   |
| EMMA’s BAR #08 (2019-06-18) | What a wonderful world (ルイ・アームストロング)      | 夢の続き (竹内まりや)                 | 時には昔の話を (加藤登紀子)             |                                   |
| EMMA’s BAR #09 (2019-06-25) | I Will Survive (グロリア・ゲイナー)                  | TOKYO GIRL (本田美奈子)               | First Love (宇多田ヒカル)               |                                   |
| EMMA’s BAR #10 (2019-07-02) | Killing Me Softly with His Song (ロバータ・フラック) | Just a Joke (国分友里恵)              | 月光 (鬼束ちひろ)                       |                                   |
| EMMA’s BAR #11 (2019-07-09) | Don't Know Why (ノラ・ジョーンズ)                    | 都会 (大貫妙子)                       | 迷彩 (椎名林檎)                         |                                   |
| EMMA’s BAR #12 (2019-07-16) | FUNKY FLUSHIN' (山下達郎)                            | 馬と鹿 (米津玄師)                     |                                         |                                   |
| EMMA’s BAR #13 (2019-07-23) | 思い出に間にあいたくて (松任谷由実)                  | マリーゴールド (あいみょん)           |                                         |                                   |
| EMMA’s BAR #14 (2019-07-30) | LADY PINK PANTHER (鈴木茂)                           | 三日月 (絢香)                         |                                         |                                   |
| EMMA’s BAR #15 (2019-08-06) | サーフ天国、スキー天国 (松任谷由実)                  | ハナミズキ (一青窈)                   |                                         |                                   |
| EMMA’s BAR #16 (2019-08-13) | 真夏の出来事 (平山みき)                              | Song for… (HY)                        |                                         |                                   |
| EMMA’s BAR #17 (2019-08-27) | この軽い感じが… (今井裕)                             | Up And Down (東北新幹線)              | 愛にできることはまだあるかい (RADWIMPS) |                                   |
| EMMA’s BAR #18 (2019-09-03) | September (竹内まりや)                               | パプリカ (米津玄師)                   |                                         |                                   |
| EMMA’s BAR #19 (2019-09-10) | haze (EMMA HAZY MINAMI)                              | haze (おぎゅたそによるピアノソロVer)  | ABC (少年隊)                            | だから僕は音楽をやめた (ヨルシカ) |
| EMMA’s BAR #20 (2019-09-16) | 小麦色のマーメイド (松田聖子)                        | いのちの歌 (竹内まりや)               |                                         |                                   |
| EMMA’s BAR #21 (2019-09-24) | まちぶせ (石川ひとみ)                                | 悲しみがとまらない (杏里)             |                                         |                                   |
| EMMA’s BAR #22 (2019-10-01) | FUTARI (山下達郎)                                    | 小さきもの (林明日香)                 |                                         |                                   |
| EMMA’s BAR #23 (2019-10-08) | 春色のエアメール (松本典子)                          | シャルル (バルーン)                   |                                         |                                   |
| EMMA’s BAR #24 (2019-10-15) | Dang Dang気になる (中村由真)                         | Midnight Pretenders (亜蘭知子)        |                                         |                                   |
| EMMA’s BAR #25 (2019-10-22) | 時の流れに身をまかせ (テレサ・テン)                  | 僕が死のうと思ったのは (中島美嘉)     |                                         |                                   |
| EMMA’s BAR #26 (2019-10-29) | Pretender (Official髭男dism)                         | 恋をしたのは (aiko)                   |                                         |                                   |
| EMMA’s BAR #27 (2019-11-05) | かたちあるもの (柴咲コウ)                            | DAN DAN心惹かれてく (ZARD)            |                                         |                                   |
| EMMA’s BAR #28 (2019-11-26) | エマズバーin Tokyoの後の為、 トークのみで生歌無し    |                                       |                                         |                                   |
| EMMA’s BAR #29 (2019-12-03) | 恋しくて (BEGIN)                                     | 星屑ビーナス (Aimer)                  |                                         |                                   |
| EMMA’s BAR #30 (2019-12-10) | NIPPON (椎名林檎)                                    | 雪のクリスマス (DREAMS COME TRUE)     |                                         |                                   |